# Praia de Jaguaribe
Vista aérea da Praia
A Praia de Jaguaribe é uma praia de Salvador localizada na foz do rio homônimo e entre as praias de Patamares e Piatã. É uma praia bastante frequentada, principalmente nos fins de semana, pelos soteropolitanos.
Esta praia foi sede da primeira etapa do Campeonato Mundial de Futevôlei de 2010 nos dias 6 e 7 de março e, nos quatro dias anteriores, das primeiras etapas dos Circuitos Brasileiros de Futevôlei Feminino e Masculino. A final do mundial foi feita entre a dupla paraguaia Victor e Belo e a brasileira Tatá e Pião, que venceram por dois sets a um.